# San Lucas, Hidalgo
San Lucas är en ort i Mexiko.   Den ligger i kommunen Apan och delstaten Hidalgo, i den sydöstra delen av landet, 80 km nordost om huvudstaden Mexico City. San Lucas ligger 2 519 meter över havet och antalet invånare är 169.
Terrängen runt San Lucas är lite kuperad. Runt San Lucas är det ganska tätbefolkat, med 60 invånare per kvadratkilometer. Närmaste större samhälle är Apan, 6,1 km söder om San Lucas. Omgivningarna runt San Lucas är i huvudsak ett öppet busklandskap.